# ウェストビュー高等学校 (オレゴン州ビーバートン)
ウェストビュー高等学校（英: Westview High School）は、アメリカ合衆国オレゴン州のビーバートン近郊にある公立高等学校。1994年に創立し、1996年6月に最初の卒業生を送り出した。現在、ビーバートン公立学区で最大の高等学校であり、オレゴン州全体を見渡しても最大級の高等学校である。

## 生徒
2002-2003年度、ウェストビュー高等学校には2,208人の生徒が在籍し、その内の6.7%がESL（外国語としての英語教育）を必要とした。生徒数はその後増加し、2007年には2,798人の在籍者数を迎えている。

## 学業
2002-2003年度における退学率は3.9%であった。
2008年、高校4年生647人の内、83％が高等学校の卒業証書を授与された。647人のうち538人が卒業し、61人が退学、4人が修正卒業証書を授与され、44人が留年した。
2007年、ウェストビュー高等学校は、創立以来で最多となる17人が「National Merit Award」を受賞した。2007年のオレゴン州アドバンスドプレースメント（AP）スカラーの5人の内、3人がウェストビュー高等学校の出身者である。

## 活動

### ウェストビュー・ロボティクス・チーム/クラブ
2005年、ウェストビュー・ロボティクス・チームは、ポートランド・コロセウムで開催された「パシフィック・ノースウェスト・リージョナル」において「ルーキー・オール・スター賞」を受賞し、アトランタで開催される「FIRSTロボティクス・チャンピオンシップ」の出場権を獲得した。アトランタのチャンピオンシップでは、ウェストビュー高等学校のチーム（1510番）はキュリー・ディビジョンの予選で第2位の成績を収め、「ハイエスト・ルーキー・シード賞」を受賞した。決勝では、ウェストビュー高等学校が参加した同盟チーム（337番、1510番、85番）は第2位の結果になり、「キュリー・ディビジョン・ファイナリスト賞」を受賞した。2006年、ウェストビュー高等学校のチームは再びパシフィック・ノースウェスト・リージョナルに出場し、「ゼロックス・クリエイティビティ賞」と「ウッディー・フラワー賞」を受賞し、同盟チーム（604番、1510番、847番）と共に準々決勝まで進んだ。また、2006年にはラスベガス・リージョナルにも参加した。

### ウェストビュー・コンサート・クワイヤー
2008年、オレゴン学校活動協会（OSAA）のイベントで活動するチームは、「アカデミック・オール・ステート賞」の授与団体「デイリー・ファーマーズ・オブ・オレゴン」に3.0以上のGPAを提出した。

### ウェストビュー・ウィンター・パーカッション/ドラムライン
ウェストビュー・ウィンター・パーカッション・アンサンブルは2006年に全戦全勝を維持し、「WGIリージョナル・チャンピオンシップ」を制覇した。2007年にはオハイオ州デイトンで開催された「WGIワールド・パーカッション/ガード・チャンピオンシップ」に出場した。48のチームと対戦したウェストビューは、スカラスティックAクラスで世界第5位の成績を収めた。

### 州大会優勝記録
- シンフォニック・バンド（2000年、2001年、2002年）

## スポーツ
ウェストビュー高等学校のチアリーディングチームはカリフォルニア州アナハイムで開催される2005年の全国大会で第3位、2007年の全国大会で第6位、2009年の全国大会で第4位の成績を収めた。

### 州大会優勝記録
- 女子バスケットボール（2000年）
- チアリーディング（2005年、2007年、2008年、2009年）[6]
- ソフトボール（2004年）
- 女子水泳（2005年、2006年、2007年、2008年）[7]
- 男子水泳（2008年第2位、2009年第1位）[8]
- 男子ウォーターポロ（1998年、2001年、2002年、2003年、2004年）[9]
- 女子ウォーターポロ（2000年、2001年、2003年、2004年）[9]

## 著名な卒業生
- カラ・ブラックストン：野球選手
- トレバー・クロウ（2002年卒）：野球選手